# River aux Vases
River aux Vases est une zone non-incorporée située dans le canton de Beauvais, dans le sud-ouest du comté de Sainte-Geneviève, dans l'État du Missouri, aux États-Unis.

## Géographie
River aux Vases est à une quinzaine de kilomètres de la ville de Sainte-Geneviève, siège du comté du même nom.
River aux Vases constitue un territoire faiblement peuplé qui ne dépend d'aucune municipalité. La localité de River aux Vases est administrée par le comté de sainte-Geneviève.

## Histoire
Son appellation provient des trappeurs et des coureurs des bois qui s'établirent dans cette région de la Louisiane française à l'époque de la Nouvelle-France. Ils nommèrent le cours d'eau voisin rivière aux Vases qui donna par la suite son nom à la localité.

## Liens externes

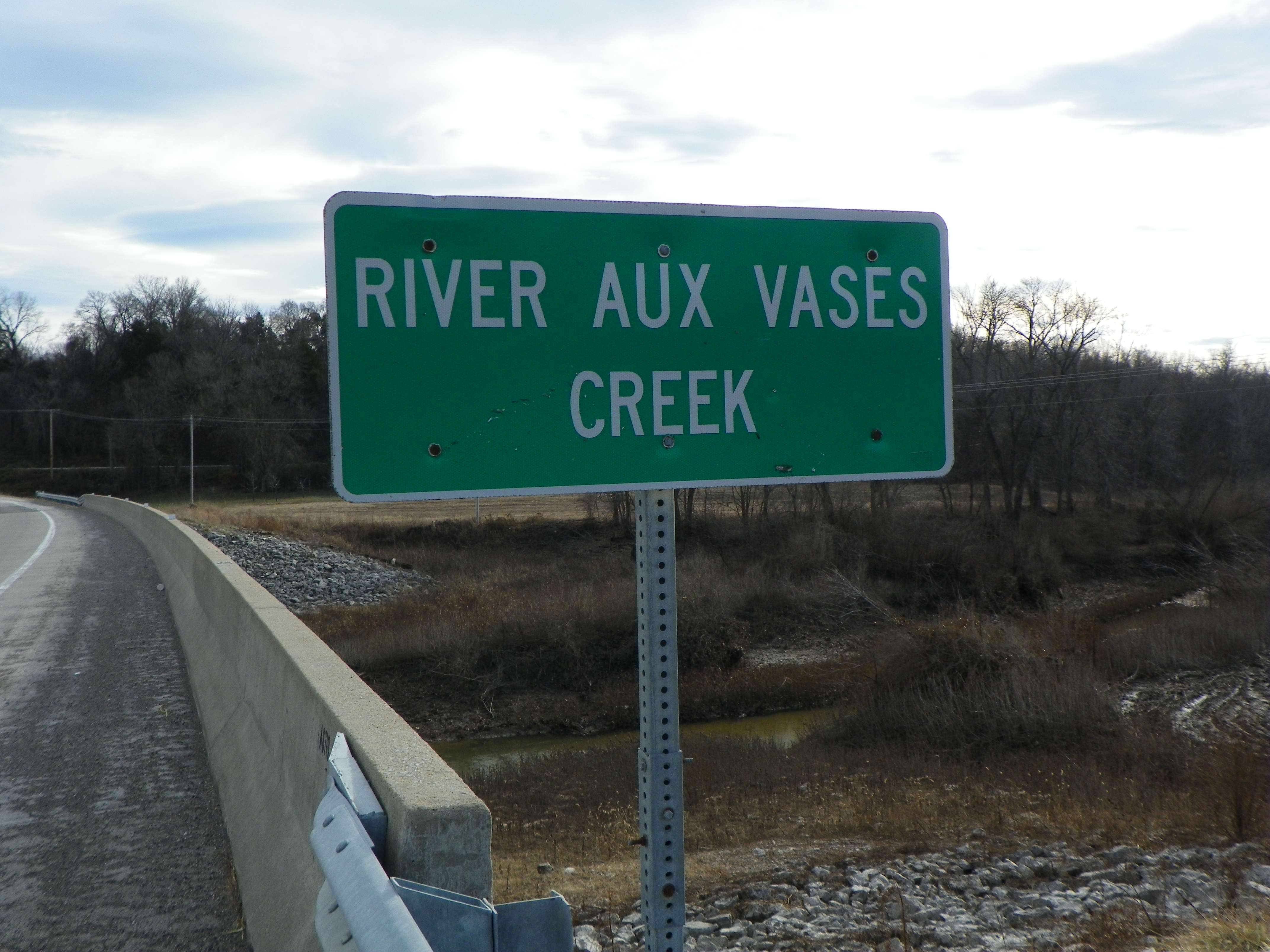
Pont enjambant la rivière aux Vases près du village de River aux Vases.